# Tears (песня X Japan)
«Tears» — песня японской метал-группы X Japan, выпущенная в качестве сингла 10 ноября 1993 года. Позже вошла в альбом Dahlia и использовалась как музыкальная тема дорамы Nikushimi ni Hohoende (яп. 憎しみに微笑んで). Является первым синглом группы, записанным при участии бас-гитариста Хи́та и изданным под названием X Japan.
Заглавная песня перепевалась южнокорейской рок-группой TRAX и вышла на стороне «Б» японской версии её сингла «Scorpio», продюсированного Ёсики. Также TRAX выпустила её кавер-версию на корейском языке. Другая южнокорейская рок-группа, MC the Max, выпустила кавер-версию под названием «Goodbye for Now» (кор. 잠시만 안녕) в 2002 году.
«Tears» использовалась в южнокорейском фильме 2004 года «Порыв ветра», став первой японской песней, появившейся в корейском фильме со времён Второй мировой войны.

## Предыстория и выпуск
Песня написана Ёсики и посвящена смерти его отца, причём он присвоил соавторство своему псевдониму Хитоми Сиратори (яп. 白鳥瞳), поскольку его волновала возможная реакция поклонников группы на более мягкую песню. Сторона «Б» содержит инструментальную классическую версию песни, которая ранее вошла в сольный альбом Ёсики Eternal Melody. Композицию спродюсировал Джордж Мартин, а исполнил Лондонский филармонический оркестр.
Концертная версия «Tears» вышла на стороне «Б» сингла 1996 года «Dahlia».

## Коммерческий успех
Песня достигла 2-го места в еженедельном чарте Oricon и пребывала в нём 16 недель. В 1993 году продажи сингла составили 380 150 копий, и он стал 77-м самым продаваемым синглом года. В 1994 году продажи сингла достигли 456 790 копий, и он стал 50-м самым продаваемым синглом года. К июлю 1996 года «Tears» получил двойную платиновую сертификацию Японской ассоциации звукозаписывающих компаний, став самым коммерчески успешным синглом группы.

## Список композиций
Автор всех композиций — Ёсики.
| №  | Название                      | Длительность |
| -- | ----------------------------- | ------------ |
| 1. | «Tears» (версия X Japan)      | 10:28        |
| 2. | «Tears» (классическая версия) | 5:02         |

## Участники записи
- Тоси — вокал
- Пата — гитара
- Хидэ — гитара
- Хит — бас-гитара
- Ёсики — ударные, клавишные